# Kapiʻolani
Kapiʻolani (ur. 31 grudnia 1834 w Hilo, zm. 24 czerwca 1899) – królowa Hawajów.
Wyszła za mąż za króla Hawajów Dawida Kalākauę. Była wnuczką Kaumualiʻi, ostatniego króla wyspy Kauaʻi, przed zjednoczeniem wysp Hawajów. Razem ze swoim mężem adoptowała trzech synów: Dawida Kawānanakoa (1868–1908), Edwarda Abnela Keliʻiahonui (1869–1887) i Jonaha Kūhiō Kalanianaʻole (1871–1922). Była ciotką ostatniej następczyni tronu Hawajów Wiktorii Kaʻiulani, którą nazywała Mamą Moi.
Była odznaczona Krzyżami Wielkimi hawajskich Orderu Kamehamehy, Orderu Kalākauy, Orderu Kapiʻolani, Orderu Korony i japońskiego Orderu Skarbu Korony.